# Gastroenterostomie

Übersicht über den Magen-Darm-Trakt

Als Gastroenterostomie (GE, auch Gastro-Enterostomie) wird in der Medizin die operative Verbindung von Magen und Dünndarm bezeichnet.

## Indikation
Eine Gastroenterostomie wird zur Behandlung von Passagestörungen im Magen- und Zwölffingerdarmbereich durchgeführt. Ursachen können Tumoren des Magens, des Pankreaskopfes oder der Gallenwege sowie Verletzungsfolgen oder entzündliche Veränderungen sein. 
Häufig wird eine Gastroenterostomie durchgeführt, wenn die eigentliche Ursache der Passagebehinderung nicht entfernt werden soll oder kann. Die Gastroenterostomie wird oft auch als palliativer Eingriff durchgeführt.

## Operationsprinzip
Bei der erstmals 1881 von Anton Wölfler durchgeführten Operation wird die eigentliche Enge belassen. Es wird eine Anastomose zwischen Magen und Jejunum angelegt. Hierzu wird, seitdem Theodor Billroth am 15. Januar 1885 die „zweite Billrothsche Methode“ anwandte, die oberste Jejunumschlinge seitlich an den Magen genäht oder geklammert. 
Die Nahrung und der Magensaft wird an der Enge vorbeigeleitet und gelangt vom Magen direkt in den Dünndarm, ohne den Pylorus und das Duodenum zu passieren.

## Schmerzausschaltung, Lagerung und Zugang
Der Eingriff wird in der Regel in Vollnarkose bei leicht überstreckter Rückenlage vorgenommen. Ein zusätzlich vor der Operation (präoperativ) gelegter PDA-Katheter (rückenmarksnaher Katheter) kann während der Operation Schmerzmittel sparen und erleichtert nach der Operation die Schmerzbehandlung. 
Die Operation wird durch einen Bauchschnitt (Laparatomie), gelegentlich aber auch minimal-invasiv (laparoskopisch), durchgeführt.

## Risiken und Komplikationen
Unspezifische Operationsrisiken sind intra- und postoperative Blutungen, Wundheilungsstörungen, Entstehung von Narbenbrüchen (Hernien), Thrombose, Lungenembolie und postoperative Pneumonie.
Spezifisches Risiko ist die Gefahr einer Anastomoseninsuffizienz. Hier droht eine Peritonitis, wenn die Anastomoseninsuffizienz nicht rechtzeitig erkannt wird.